# 颶風伊萊亞娜 (2006年)
飓风伊莱亚娜（英語：Hurricane Ileana）是2006年太平洋飓风季六场大型飓风中的第四场，源自8月21日的东风波，存在期间自始至终在墨西哥近海朝西北方向移动。
由于外界环境有利，风暴成型不到48小时后就在经过索科罗岛海域时达到风力时速195公里的最高强度，然后因水温降低而减弱。8月27日，伊莱亚娜退化成残留低气压区，最终在两天后完全消散。飓风令墨西哥西部沿海地区降下暴雨并引发洪灾，还导致一人因遭遇大浪丧生。

## 气象历史
2006年8月8日，一股东风波离开非洲西海岸进入大西洋，接下来穿越大洋期间基本没有发展出多少对流。8月16日，东风波进入东太平洋，对流此时已在东风波轴线上增长并凝聚。三天后，东风波沿线发展出弱低气压区。8月20日清晨，系统云层格局内开始有广阔的气旋式转向气流呈现。深层对流区周围逐渐发展出带状特征，美国国家飓风中心预计系统会因行经洋面环境渐趋利好而得到进一步发展。8月20日晚，对流已经有所增长，虽然起初依然杂乱无章，但低气压区附近已有雷暴活动聚集，气象机构估计系统于协调世界时8月21日中午12点在墨西哥阿卡普尔科西南偏南方向约560公里洋面发展成热带低气压。
受墨西哥上空的中层高压脊影响，气旋稳步朝西北方向移动。由于行经海域水温偏高，垂直风切变很少，热带低气压很快就增强成热带风暴并获名“伊莱亚娜”（Ileana）。对流继续增长并组织成中心密集云区，加之下层大气水分充沛，气象部门预计风暴会急剧强化。对流中心有风眼形成，伊莱亚娜于8月22日晚达到飓风强度。8月23日，成型仅48小时的风暴在索科罗岛东南方向约100公里洋面达到最大持续风速每小时195公里的最高强度，已属大型飓风，最低气压降至955毫巴（百帕，28.2英寸汞柱），风眼直径约37公里。
美国国家飓风中心起初预计飓风会进一步增强，最终达到萨菲尔-辛普森飓风等级下的四级飓风标准。但从索科罗岛南侧海域经过后，气旋开始因水温降低而缓慢减弱，风速逐渐下降，风眼增大，雷暴活动也相应消退。风暴北侧的高压脊减弱，促使伊莱亚娜的前进速度放缓，并朝西北偏西转向。8月26日清晨，飓风降级成热带风暴，当晚，气旋内的对流大幅消退，于8月27日清晨进一步减弱成热带低气压。8月27日晚，伊莱亚娜内部已连续约18小时没有深层对流存在，气象机构因此宣布伊莱亚娜已退化成大范围残留低气压区。风暴残留继续缓慢西进，最终于8月29日在下加利福尼亚半岛最南端的卡波圣卢卡斯（Cabo San Lucas）西北偏西方向约1340公里洋面逐渐消散。

## 防灾措施和影响

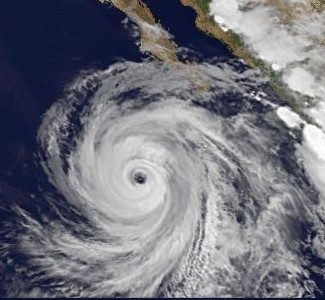
8月24日飓风伊莱亚娜的卫星图像

飓风伊莱亚娜自始至终都没有对陆地构成显著影响，也没有引发任何热带气旋警告。风暴接近最高强度时从无人定居的索科罗岛以南约100公里海域经过，岛上气象站测得的持续风速为每小时95公里，阵风时速达到125公里。飓风在墨西哥太平洋海岸沿线降下暴雨，纳亚里特州、哈利斯科州、科利马州、米却肯州和南下加利福尼亚州因此爆发洪灾。风暴产生的强烈海浪一直冲到海岸线，卡波圣卢卡斯一名不顾警告下海游泳的男子因此遇难。